# Digital ambassadør
En digital ambassadør er en ambassadør, der skal samarbejde med store teknologifirmaer som Facebook og Google på samme måde som normale ambassadører arbejder sammen med andre lande og internationale organisationer. 
Danmarks udenrigsminister Anders Samuelsen har offentliggjort, at han vil udnævne en digital ambassadør, og at Danmark dermed får den første digitale ambassadør i verden. Oprettelsen begrundes med at flere af de internationale tech-giganter har omsætninger, der kan måle sig med bruttonationalproduktet i mindre lande. Samtidigt har de store firmaer afgørende indflydelse på retslige og etiske spørgsmål som datasikkerhed og på infrastruktur i form af f.eks. store datacentre.

## Eksterne kilder og henvisninger
1. ↑  Denmark is naming an ambassador who will just deal with increasingly powerful tech companies Arkiveret 5. februar 2017 hos  Wayback Machine washingtonpost.com 4. februar 2017
2. ↑  Danmark får som det første land i verden en digital ambassadør Arkiveret 6. februar 2017 hos  Wayback Machine politiken.dk 26. jan. 2017